# Monsieur Papa
Monsieur Papa  (Brasil: Pai por Acaso / Portugal: Sr. Papá) é um filme francês de 2011 que foi dirigido por Kad Merad e estrelado pelo próprio Merad, por Michèle Laroque e Gaspard Meier-Chaurand. 

## Elenco
- Kad Merad como Robert Pique
- Michèle Laroque como Marie Vallois
- Gaspard Meier-Chaurand como Marius
- Judith El Zein como Sonia
- Vicent Perez como Jean-Laurent
- Myriam Boyer como Mme Benchetrit
- Florence Maury como Chlóe
- Emmanuel Patrono como amigo de Marie
- Clovis Cornillac como Vidal
- Jacques Balutin como O Zelador
- Jacques Herlin como Homem idoso na poltrona
- Bernard Le Coq como o diretor
- Olivier Baroux como Richard